# アイダ・ストラウス
ロザリー・アイダ・ストラウス（英語: Rosalie Ida Straus、1849年2月6日 - 1912年4月15日）は、アメリカの百貨店メイシーズの共同所有者だったイジドー・ストラウスの妻。タイタニック号に一等船客として乗船していたが、同船の沈没事故では夫のイジドー・ストラウスと別れることを拒み、沈みゆく船と運命を共にした。

## 生涯

### 生い立ち

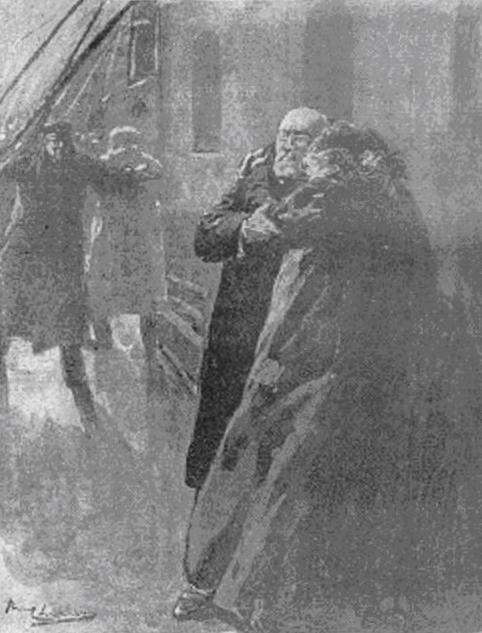
イジドーが懇願しても、アイダは夫を残してボートに乗ろうとはしなかった

ロザーリエ・イーダ・ブリュンは、1849年2月6日にヘッセン大公国（現在のドイツ中部）のヴォルムスで、ナータン・ブリュン（1815年 - 1879年）とヴィルヘルミネ・ミンデル（旧姓フロイデンベルク、1814年 - 1868年）の間に5人目の子供として生まれた。彼女にはアマンダ（1839年 - 1907年）、エリアス・ナータン（1842年 - 1878年）、ルイス（1843年 - 1927年）、アウグスタ・カロリーナ（1845年 - 1905年）、モリッツ（1850年 - 1858年）、アブラハム・ブリュン（1853年 - 1881年）の6人の兄弟姉妹がいた。彼女は家族と共にアメリカへ移住したが、いつ頃のことかは不明である。

### 仲睦まじい夫妻
1871年、同じくドイツからの移民でユダヤ系の実業家だったイジドー・ストラウスと結婚した。イジドーとの間には男女7人の子供が生まれ、うち6人が成人している。ちなみにイジドーの誕生日もアイダと同じく2月6日であった（年齢はアイダが4歳下）。
ストラウス夫妻は非常に仲睦まじい夫妻であったと、夫妻の家族や友人らは見なしていた。イジドーがニューヨークの下院議員として、また百貨店メイシーズの共同所有者として各地を飛び回っていたときには、夫妻は毎日のように手紙を交換し合っていたという。
結婚40周年を迎えた1911年から1912年の冬にかけて、アイダは最愛の夫であるイジドーとともにヨーロッパで過ごした。夫妻は本来別の船でアメリカに帰国する予定であったが、イングランドで起こった炭鉱ストの影響で船に十分な石炭が回されず、結果としてタイタニック号に乗船することとなった。当時処女航海を控えていた世界最大の豪華客船のタイタニック号には、このストによって他の船から不足していた石炭を回されたため、予定通りの出港に至っている。

### タイタニック号の中で

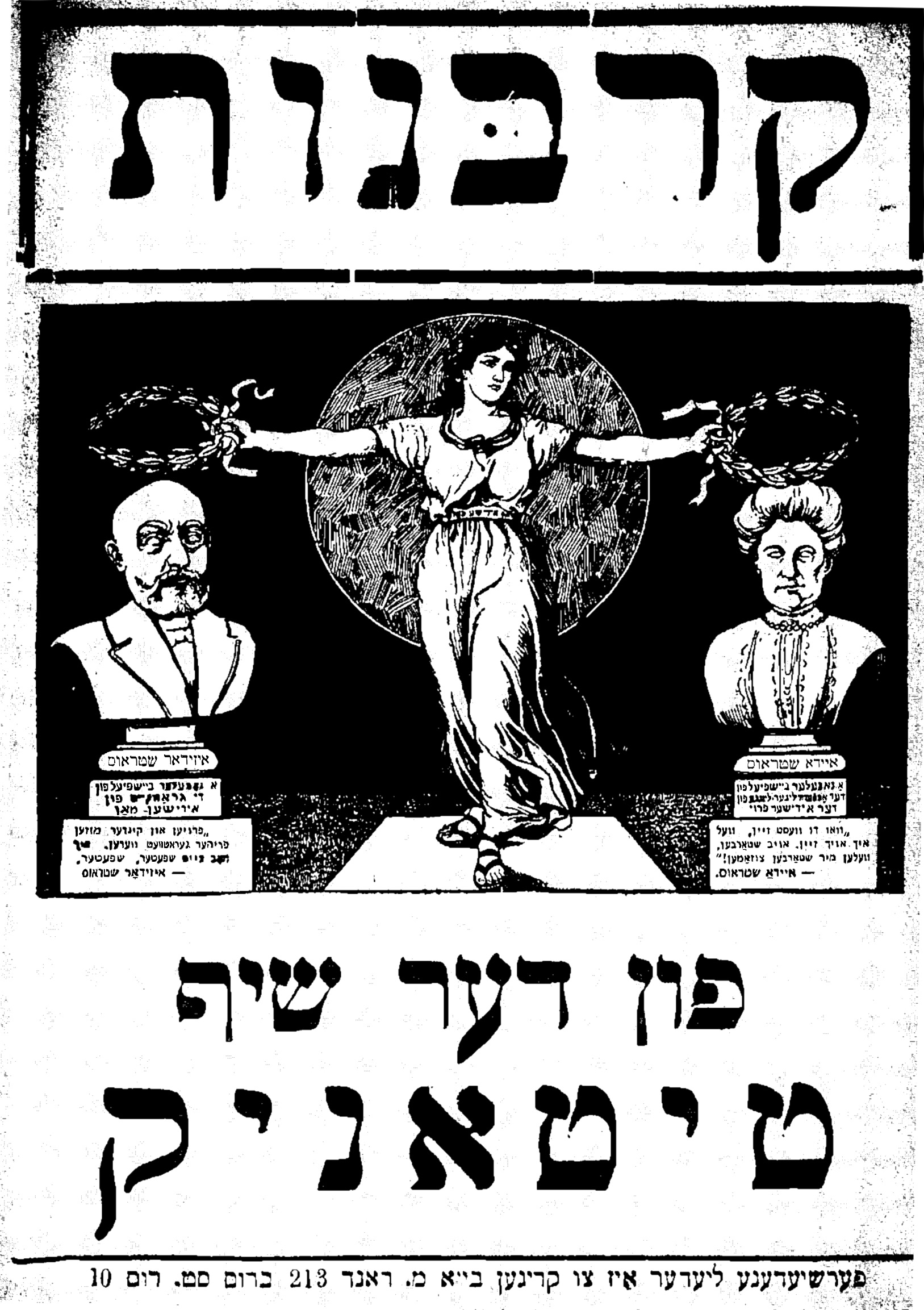
ストラウス夫妻の像に祝福を与える天使

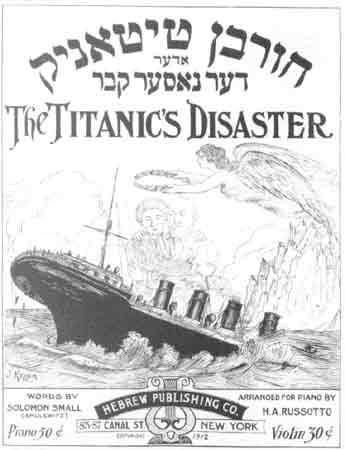
1912年に発行された『タイタニック号の災難』

1912年4月10日、アイダは夫のイジドーと、家政婦のエレン・バード、使用人のジョン・ファージングと共にサウサンプトンからタイタニック号に乗船した。彼女の船室にはC-55からC-57が割り当てられている。4月14日の午後11時40分、北大西洋を航行中であったタイタニック号は氷山と衝突した。しかし、当時タイタニック号は「決して沈まない船」という触れ込みで大々的に宣伝されており、造船会社の関係者たちは誰もタイタニック号が沈没する可能性を想定していなかったため、救命ボートは乗船者数の半分程度しか用意されていなかった。船が浸水し始めると、ストラウス夫妻は家政婦のバードを連れ立って8号ボートのそばへ向かった。8号ボートは「女性優先」を徹底していた二等航海士のチャールズ・ライトラーが担当していたが、すでに高齢のイジドーに対しては例外的にボートに乗り込むことを認めた。しかし、イジドーは「男の私が女性と子供を差し置いてボートに乗るわけにはいきません」と言い、ボートに乗り込むことを断った。イジドーは妻のアイダにボートに乗るよう促したが、アイダは「私たちは長年連れ添ってきました。あなたが行くところに私も向かいます」と言い、彼女もボートに乗らず最期まで夫と共にいる決意を固めた。彼女のこの言葉は、すでに8号ボートへ乗り移っていた乗客やボートデッキにいた多数の乗客が耳にしている。アイダは、もはや不必要となった毛皮のコートを家政婦のバードに着せて彼女をボートに乗せ、夫妻は沈みゆくタイタニック号のデッキで腕を組み、寄り添っていたが、それが夫妻が目撃された最期の姿であった。氷山と衝突してから2時間40分後の4月15日午前2時20分、タイタニック号は完全に水没した。

### 死後
事故の翌朝、カルパチア号によって生存者らは救助された。同船でニューヨークに到着した後、エレン・バードを含む多くの生存者が新聞記者に向けて、夫に対して忠誠や貞節を尽くしたアイダの最期の姿を語っている。彼女の物語は後に世界へと伝えられた。ユダヤ教の宗教的指導者にして学者であるラビは、イディッシュ語やドイツ語の新聞でアイダの勇気を称賛する記事があったことに触れ、彼女の犠牲についてそれぞれの集会で言及した。また、彼女の物語を題材とした曲である『タイタニック号の災難』は、当時のユダヤ系アメリカ人の間で人気を博した。
後にイジドーの遺体は発見されたが、アイダの遺体は最後まで発見されなかった。ニューヨークのブロンクス区にあるウッドローン墓地のマウソレウムには、ストラウス夫妻の慰霊碑が献納されている。その碑文には、「多くの水でも愛を消すことはできない―それが大水に沈むこともない」と刻まれている。なお、この慰霊碑はジェームズ・ギャンブル・ロジャースによってデザインされ、リー・ロウリーによって彫刻された。

## 顕彰

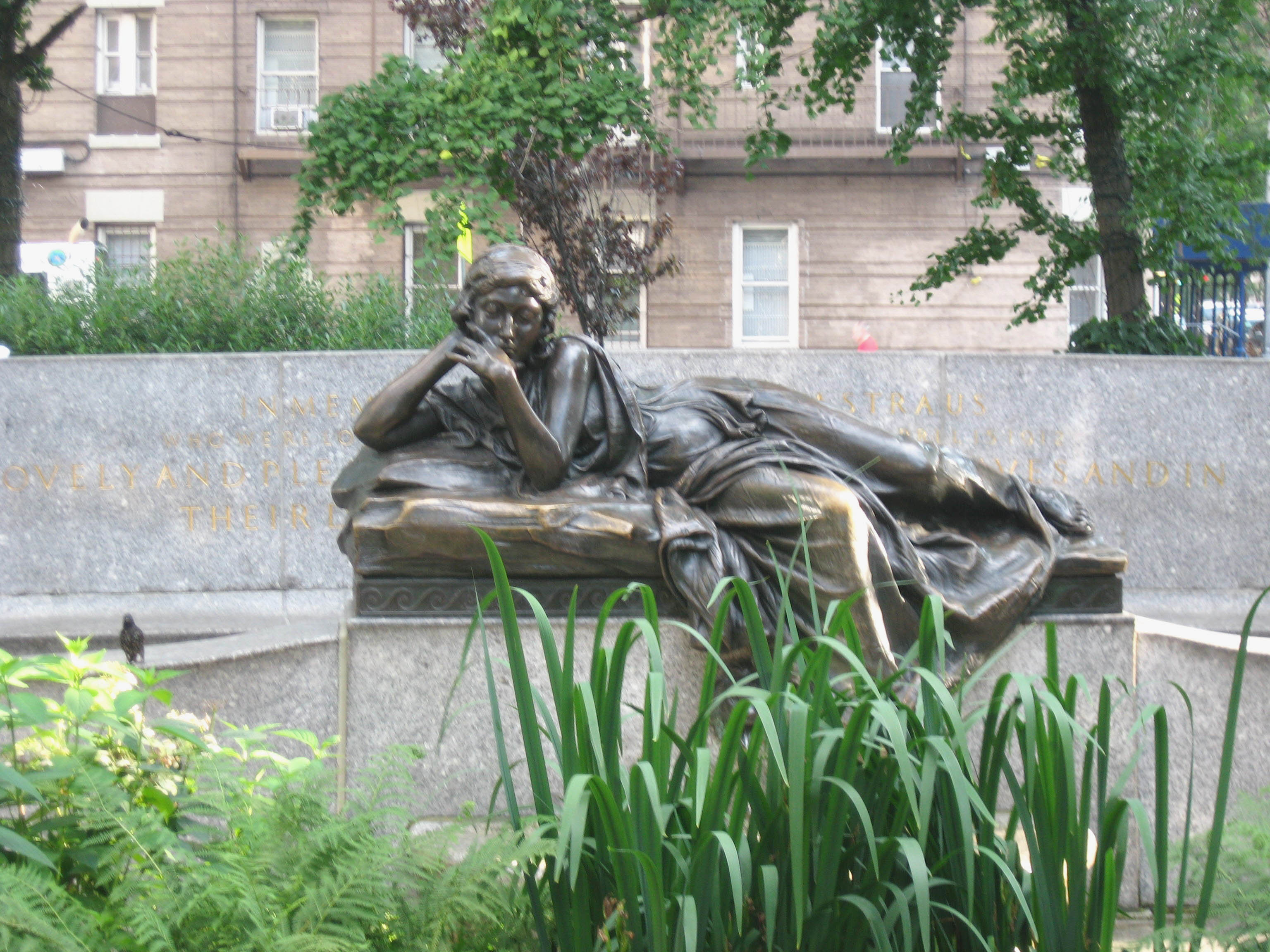
106丁目にある記念碑

ウッドローン墓地の慰霊碑に加え、ニューヨークには夫妻の顕彰がほかに3か所存在する。
- マンハッタンの34丁目に位置する百貨店メイシーズの旗艦店の正面玄関には、夫妻の銘板が設置されている。この玄関は2001年以降公開されておらず、長年倉庫として使用されていた。入口は21フィート（約6.4メートル）の天井と2層構造の花崗岩製アーチから成っており、2枚の真鍮製銘板が置かれている。2枚のうち1枚がタイタニック号の沈没事故で没したイジドー・ストラウスとアイダ・ストラウスのものであり、もう1枚は第一次世界大戦に従軍して戦死した従業員のものである。2013年11月より「記念」玄関は再び公に開放された。
- マンハッタンのブロードウェイと11番街の西106丁目（デューク・エリントン大通り）が交差する地点にあるストラウス・パーク（英語版）には、夫妻の記念碑が建てられている（このストラウス・パークの名前自体もストラウス夫妻に由来している）。
- マンハッタンにあるニューヨーク第198番学校にはストラウスの名が冠せられている。

## 子女
- ジェシー・イジドー・ストラウス（英語版）（1872年 - 1936年）：イルマ・ネイサン（1877年 - 1970年）と結婚し、1933年から1936年まで在フランスアメリカ合衆国大使を務めた。
- クラレンス・イリアス・ストラウス（1874年 - 1876年）：夭折。
- パーシー・セルダン・ストラウス（1876年 - 1944年）：エディス・アブラハム（1882年 - 1957年）と結婚。
- サラ・ストラウス（1878年 - 1960年）：アルフレッド・ファビアン・ヘス（英語版）（1875年 - 1933年）と結婚。
- ミニー・ストラウス（1880年 - 1940年）：リチャード・ウェイル（1876年 - 1918年）と結婚。
- ヘバート・ネイサン・ストラウス（1881年 - 1933年）：テレーゼ・クーント（1884年 - 1977年）と結婚。
- ヴィヴィアン・ストラウス（1886年 - 1974年）：ハーバート・アドルフ・シェフテル（1875年 - 1914年）と結婚し、彼の死後は1917年にジョージ・A・ディクソン・ジュニア（1891年 - 1956年）と再婚。

## アイダを演じた人物
- ヘレン・ヴァン・タイル（映画『タイタニックの最期』、1953年）
- ヘレン・ミセナー（映画『SOSタイタニック 忘れえぬ夜』、1958年）
- ナンシー・ネヴィンソン（テレビ映画『失われた航海（英語版）』、1979年）
- ジャニー・ウッズ＝モーリス（テレビミニシリーズ『ザ・タイタニック』、1996年）
- エルザ・レイヴン（英語版）（映画『タイタニック』、1997年）
- アルマ・クエルヴォ（英語版）（ブロードウェイ・ミュージカル『タイタニック』、1997年）アイダが夫とともにいることを決めた際、『Still』が歌われる。
- 安寿ミラ（ミュージカル『タイタニック』、2015年[6]/2018年[7]）上記のブロードウェイ・ミュージカルを元に、梅田芸術劇場が制作したミュージカル。